# Theretra immaculata
Theretra immaculata är en fjärilsart som beskrevs av Gmelin. Theretra immaculata ingår i släktet Theretra och familjen svärmare. Inga underarter finns listade i Catalogue of Life.